# Die Blaue Vier
Die Blaue Vier ("De fire blå") var fire kunstnere der fra 1924 sammen udstillede under dette navn i Europa og USA. De var 
Lyonel Feininger, Vasilij Kandinskij, Paul Klee og Alexej von Jawlensky.
Navnet Die Blaue Vier blev foreslået af den tysk-amerikanske maler og gallerist Galka Scheyer som en reference til Der Blaue Reiter. Hun organiserede også udstillinger for gruppen i USA. Gennem Scheyers formidling blev flere malerier solgt til filmstjerner som Fritz Lang, Josef von Sternberg, Marlene Dietrich og Greta Garbo.
Gruppen eksisterede i ca. 10 år.